# Notiophilus nemoralis
Notiophilus nemoralis – gatunek chrząszcza z rodziny biegaczowatych i podrodziny leszowych.

## Taksonomia
Gatunek ten opisany został po raz pierwszy w 1906 roku przez Henry’ego Clintona Falla na łamach bostońskiej „Psyche”.

## Morfologia
Chrząszcz o ciele bardziej wydłużonym niż u podobnych N. sylvaticus i N. biguttatus. Głowa jest trochę większa niż u N. sylvaticus i ma na czole pięć wzdłużnych bruzd między szerszymi bocznymi rowkami. Czułki są ciemne z jasnymi nasadami. Przedplecze jest słabiej poprzeczne i bardziej z tyłu zwężone niż u N. sylvaticus. Pokrywy są czarne z mosiężnym połyskiem metalicznym, zawsze z parą pełnych lub prawie pełnych żółtawych pasów w najbardziej zewnętrznych międzyrzędach. Na każdej pokrywie znajdują się dwa wierzchołkowe chetopory (punkty szczecinkowe). Skrzydła tylnej pary są skrócone.

## Ekologia i występowanie
Owad wyżynny, spotykany na rzędnych od 900 do 1100 m n.p.m. Zasiedla widne lasy iglaste z udziałem świerków i jodeł, gdzie wybiera suche, nasłonecznione stanowiska z otoczonymi roślinnością placami odsłoniętej gleby. Aktywne osobniki dorosłe obserwuje się od maja do września, przy czym nowe ich pokolenie ukazuje się w sierpniu. Polują w dni słoneczne, a przy chłodnej lub pochmurnej pogodzie chowają się wśród igliwia, mchów i pod opadłym listowiem.
Gatunek nearktyczny o wschodnioamerykańskim typie rozsiedlenia. W Kanadzie podawany jest z Quebecu. W Stanach Zjednoczonych znany jest z Massachusetts, Maine, New Hampshire, Nowego Jorku i Vermontu.